# 22e régiment d'infanterie des volontaires du Massachusetts
Pour les articles homonymes, voir 22e régiment d'infanterie.
Le 22e régiment d'infanterie des volontaires du Massachusetts est un régiment de l'Union Army actif entre 1861 et 1864.

## Historique
Le régiment prend part à la bataille de Chancellorsville (30 avril-6 mai 1863) au sein de la première brigade de la première division du Ve corps de l'armée du Potomac(p459),.